# Route 93 (Iran)
Pour les articles homonymes, voir Route 93.
La route 93 est une route sur l'axe sud–ouest en Iran reliant Chabahar à Nik Shahr (en), Iran Shahr et la route 84 (en) près de Bam.

## Annexe